# Albert Ganzenmüller

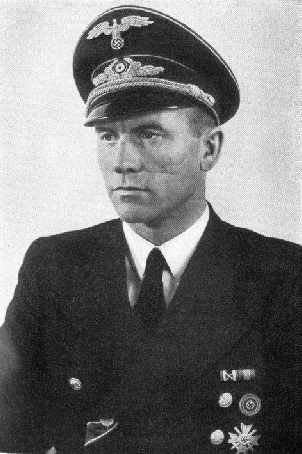
Albert Ganzenmüller (1942 oder 1943, offizielles Foto nach seiner Ernennung zum Staatssekretär).

Albert Ganzenmüller (* 25. Februar 1905 in Passau; † 20. März 1996 in München) war ein deutscher Diplomingenieur und Reichsbahnbeamter, zuletzt als Staatssekretär im Reichsverkehrsministerium (RVM) und stellvertretender Generaldirektor der Deutschen Reichsbahn tätig. Er gilt als Prototyp eines technokratischen Nationalsozialisten.
Als Schüler nahm er am Hitlerputsch 1923 teil. Ganzenmüller war nach 1933 einer der wenigen Alten Kämpfer bei der Deutschen Reichsbahn, der zugleich auch als fachlich kompetent angesehen wurde. Der promovierte Maschinenbauer stieg rasch die Karriereleiter bei der Reichsbahn empor. 1942 wurde er auf Bestreben von Albert Speer Staatssekretär im RVM. In dieser Position war Ganzenmüller unter anderem für die Deportation von Juden aus Deutschland und den besetzten Staaten sowie anderen Opfern des nationalsozialistischen Völkermords mit der Reichsbahn in die Vernichtungslager verantwortlich. In seiner Amtszeit als Staatssekretär wurden mehr als eine Million Menschen ins KZ Auschwitz abtransportiert. Ganzenmüller kümmerte sich persönlich und in Abstimmung mit der SS um den reibungslosen Transport in die Lager. 1945 flüchtete er über die Rattenlinien nach Argentinien, wo er die verstaatlichten Eisenbahnen beriet. 1955 kehrte er nach Deutschland zurück.
Ganzenmüller ist der einzige Reichsbahner, gegen den aufgrund seiner Mitwirkung an der nationalsozialistischen Vernichtungspolitik ein Strafprozess wegen Beihilfe zum Mord eröffnet wurde. Es kam nicht zu einem Urteil, da Ganzenmüller von 1973 bis zu seinem Tod als verhandlungsunfähig galt.

## Leben

### Ausbildung und Eintritt bei der Reichsbahn
Ganzenmüller war der Sohn eines Landwirts; seine Familie stammte aus dem Donau-Ries. 1924 legte Ganzenmüller an einem Realgymnasium in München sein Abitur ab und nahm im gleichen Jahr an der Technischen Hochschule München ein Studium der Fachrichtung Maschinenbau auf, das er 1928 als Diplomingenieur abschloss. Ebenfalls 1924 wurde er Mitglied des Corps Rheno-Palatia.
1928 wurde Ganzenmüller Reichsbahnreferendar bei der Deutschen Reichsbahn-Gesellschaft in der Reichsbahndirektion München. Nach dem Staatsexamen 1931 wurde er als Reichsbahnbauassessor zur weiteren Ausbildung in die Reichsbahndirektion Nürnberg übernommen. Ab dem 24. März 1932 war er als Reichsbahnbaumeister und ab dem 1. April 1934 planmäßig als Reichsbahnrat, ab 1. Oktober 1938 als Reichsbahnoberrat (vergleichbar mit der Amtsbezeichnung Oberregierungsrat) und ab dem 1. Oktober 1940 als Abteilungspräsident (vergleichbar mit einem Regierungsdirektor/Ministerialrat) bei der Deutschen Reichsbahn angestellt. Er wurde in Breslau, München, Nürnberg und Berlin eingesetzt. In München war er unter anderem am Reichsbahn-Zentralamt im dortigen Forschungsinstitut Mitarbeiter von Wolfgang Bäseler. Er promovierte 1934 an der Technischen Hochschule Breslau bei Georg Lotter mit einer Arbeit über Straßen-Schienen-Fahrzeuge.

### Karriere im Nationalsozialismus
Bereits während seiner Schulzeit schloss sich Ganzenmüller 1922 den paramilitärischen Vereinigten Vaterländischen Verbänden Deutschlands (VVVD) an, wo er eine vormilitärische Ausbildung erhielt. Beim Hitlerputsch am 8./9. November 1923 gehörte er dem „Stoßtrupp Süd des Kampfbundes Reichskriegsflagge“ an, der das Wehrkreiskommando München besetzte. Für die Teilnahme am Putsch wurde ihm 1933 der von Adolf Hitler gestiftete sogenannte Blutorden verliehen. Ganzenmüller erhielt die Verleihungsnummer 141.
Zum 1. April 1931 trat er in die NSDAP (Mitgliedsnummer 483.916) und im April 1932 in die SA (Gausturm München-Oberbayern) ein. Im Jahr 1940 hatte Ganzenmüller den Rang eines Standartenführers im Stab der Obersten SA-Führung erreicht. Am 9. November 1942 wurde er in der SA vom Brigadeführer zum Gruppenführer befördert. Als Mitarbeiter des Amtes Technik im NSDAP-Gau Franken und des Hauptamtes für Technik der NSDAP in München stellte er „sein fachliches Können in den Dienst der Bewegung“, wie ein 1942 veröffentlichter Lebenslauf festhält.
Ganzenmüller wurde 1934 nach seiner Promotion zum Reichsbahnrat befördert und zum Reichsbahn-Zentralamt in München versetzt. Ein Jahr später war er Leiter der Abteilung für elektrische Lokomotiven im RAW München. In dieser Funktion führte er am 8. Dezember 1935 anlässlich der Jubiläumsparade zum 100. Geburtstag der deutschen Eisenbahnen in Nürnberg Adolf Hitler einen neuen elektrischen Triebwagen vor. Von Januar 1937 bis Mai 1939 arbeitete Ganzenmüller als „Hilfsarbeiter“ (wissenschaftlicher Mitarbeiter) für elektrischen Zugbetrieb im Reichsverkehrsministerium. 1938 wurde er zum Oberregierungsrat ernannt, anschließend 1939 nach einer kurzen Tätigkeit als Vorstand eines Maschinenamts Dezernent für Elektrotechnik im Reichsbahn-Zentralamt München.
Ganzenmüller hatte zwischenzeitlich geheiratet und war Vater zweier Kinder geworden. 1940 scheiterte seine Ehe und er meldete sich freiwillig für die Sonderaufgabe, für die Wehrmacht-Verkehrsdirektion in Paris nach Abschluss des Westfeldzugs den elektrischen Zugbetrieb im besetzten Frankreich wieder in Gang zu bringen. Anschließend übernahm er erneut verschiedene höhere Dienstposten bei der Reichsbahn; ab Mai 1941 leitete er unter der Dienstbezeichnung „Vizepräsident“ die Elektrische Oberbetriebsleitung in Innsbruck, die für alle elektrisch betriebenen Strecken der Reichsbahn in den vier vorhandenen Teilnetzen in Baden, Mitteldeutschland, Schlesien sowie Bayern und der Ostmark zuständig war.
Im Oktober 1941 wurde er auf eigenen Wunsch an die „Haupteisenbahndirektion Ost“ in Poltawa versetzt. Dort beseitigte er in kurzer Zeit Verkehrsstockungen und sorgte für die kriegswichtige Umspurung von Gleisen und Fahrzeugen sowjetischer Eisenbahnen. Das erweckte nicht nur die Aufmerksamkeit des Reichsbahn-Generaldirektors und Verkehrsministers Julius Dorpmüller, der Ganzenmüller im Februar 1942 in Poltawa besuchte. Auch Albert Speer, dem neuen Rüstungsminister, der inzwischen nach Lösungen für die im Winter 1941/42 eingetretene Transportkrise im Osten suchte, fiel der als energisch und kompetent geltende Ganzenmüller auf.

### Aufstieg zum Staatssekretär

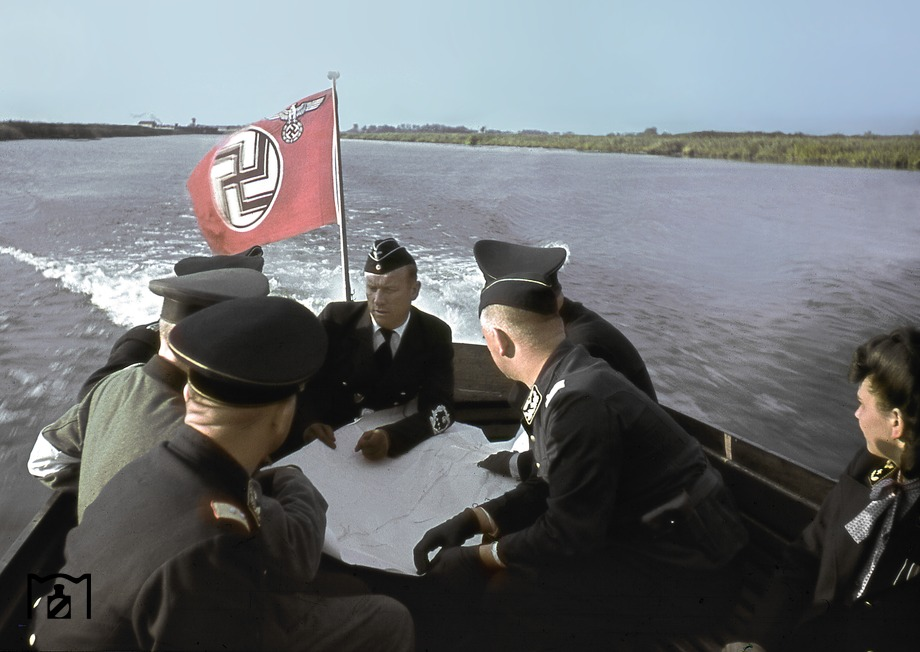
Albert Ganzenmüller (Bildmitte, mit Karte) mit seinem Stab und Sekretärin unterwegs auf dem Dnjepr (Juli 1943).

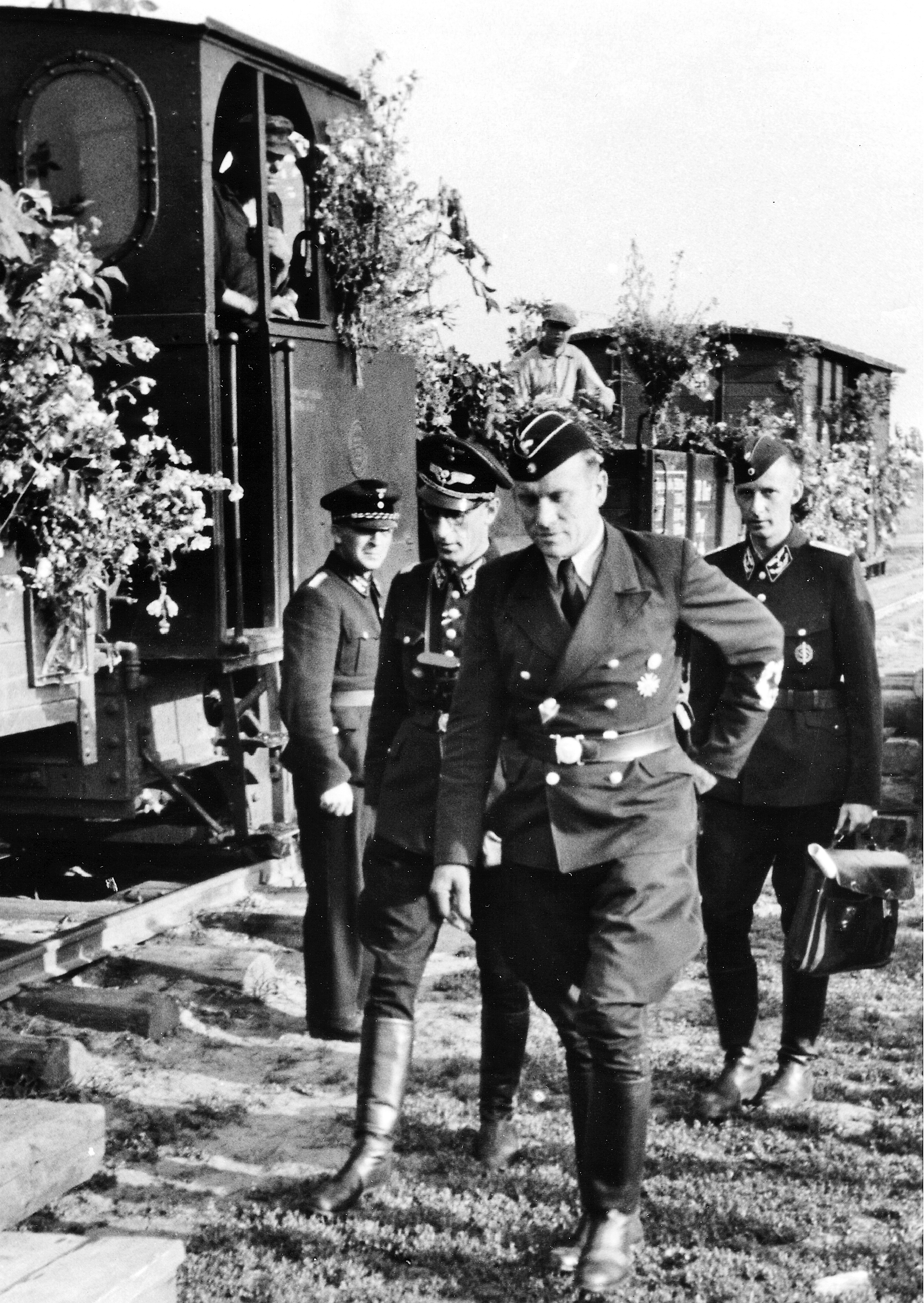
Albert Ganzenmüller (vorne) besichtigt im Juli 1943 eine Streckenbaustelle bei Oleschky.

Seit Speer am 8. Februar 1942 Reichsminister für Bewaffnung und Munition geworden war, hatte er die aus seiner Sicht unzureichende Arbeit der Reichsbahn kritisiert und zunächst die Ablösung des damals 73 Jahre alten Verkehrsministers Dorpmüller betrieben. Hitler, der Dorpmüller als Galionsfigur und „getreuen Eckehard“ des Verkehrs benötigte, hielt aber an ihm fest. Speer konzentrierte seine Kritik daher auf den Staatssekretär Wilhelm Kleinmann, mit 65 Jahren ebenfalls deutlich älter als die von Speer bevorzugten jungen Technokraten und Ingenieure. Dorpmüller lehnte zunächst eine Entlassung Kleinmanns ab, woraufhin Speer erneut an Hitler herantrat. Am 13. bzw. 18. Mai 1942 empfahl Speer Ganzenmüller mit Verweis auf dessen Leistungen in der Ukraine. Ganz den Vorstellungen Speers entsprach Ganzenmüller beispielsweise dadurch, dass er sich weigerte, Vorlagen zu unterzeichnen, die länger als vier Seiten waren. Hitler stimmte Speers Vorschlag zu, nachdem Verkehrsminister Dorpmüller gegenüber Speer erklärt hatte, dass die Reichsbahn mangels Lokomotiven und Wagen keine Verantwortung mehr für die dringlichsten Transporte übernehmen könne. Hitler, der Kleinmann bereits im Februar sehr deutlich mit der Gestapo gedroht hatte, ernannte auf Speers Vorschlag am 25. Mai 1942 Ganzenmüller zu Kleinmanns Nachfolger als Staatssekretär des Reichsverkehrsministeriums und stellvertretenden Generaldirektor der Reichsbahn. Offiziell wurde verlautbart, Kleinmann habe „den Führer aus gesundheitlichen Gründen von der Entbindung von seinen Dienstgeschäften gebeten“.
Als Kleinmanns Nachfolger wurde Ganzenmüller auch Vertreter des Reichsverkehrsministeriums beim Generalrat für den Vierjahresplan. Hitler stellte Ganzenmüller bei seiner Amtseinführung explizit die Aufgabe, die eingetretene Transportkrise „mit größter Rücksichtslosigkeit“ zu lösen. Kleinmann wurde als Direktor zur Mitropa abgeschoben. Ganzenmüller beließ seinem Vorgänger die Dienstvilla und begnügte sich mit einer Mietwohnung.
Der neue, erst 37 Jahre alte Staatssekretär war als Blutordensträger nicht nur in der Partei anerkannt, er war auch als kompetenter Fachmann innerhalb der Reichsbahn geschätzt. Er entsprach zudem mit 1,86 m Größe, blonden Haaren und markanten, durch Schmisse gekennzeichneten Gesichtszügen auch äußerlich dem Idealbild der „Nordischen Rasse“ gemäß der Rassenideologie des Nationalsozialismus. Ganzenmüller versuchte zunächst, die Eisenbahner durch Appelle zur verstärkten Leistungsbereitschaft zu motivieren. Als eine seiner ersten Tätigkeiten im neuen Amt initiierte er im Juni 1942 die Propagandakampagne „Räder müssen rollen für den Sieg!“. Weitere durch Ganzenmüller veranlasste Maßnahmen zur Lösung der Transportkrise waren die Anmietung ausländischer Güterwagen, die Auflösung von Wagenreserven, die Zulassung einer Überladung von Wagen um bis zu zwei Tonnen sowie stärkere Bemühungen um eine Senkung des Schadwagenbestands und die Beschleunigung der Be- und Entladung. Der Betrieb von Speisewagen wurde eingestellt, für Schlafwagen verschärfte Zulassungskarten eingeführt. Im Laufe des Sommers 1942 wurden verschiedene ältere leitende Beamte des RVM wie etwa Paul Treibe, Leiter der Abteilung E I (Verkehr und Tarif), und Max Leibbrand, Leiter der Abteilung E II (Betrieb), sowie diverse Direktionspräsidenten der Reichsbahn in den Ruhestand verabschiedet. Sie wurden durch jüngere Männer ersetzt, so etwa Fritz Schelp als neuer Leiter der Abteilung E I und Hans Geitmann, der die wichtige Reichsbahndirektion Oppeln übernahm. Wie Ganzenmüller selbst standen diese Männer in der Regel der Partei nahe und waren zugleich als fachlich kompetent angesehen. Vermehrt trat Ganzenmüller zudem durch Veröffentlichungen in Reichsbahnpublikationen hervor. Im September 1942 charakterisierte er die Leistungen der Reichsbahn als „ein kleines Manöver“, dem jedoch noch „die größte Transportschlacht aller Zeiten“ folgen werde. Im Oktober 1943 schilderte er in einem für die Öffentlichkeit gedachten Bericht die „Transportschlacht der deutschen Reichsbahn“:

„Man ist auf deutscher Seite dazu übergegangen […], einen Ausgleich zu schaffen zwischen den saisonbedingten Güterbewegungen der Landwirtschaft und der industriellen Versandkurve. Die Industrietransporte an Kohle, Erzen, Schrott, Eisen und allen Arten von Baustoffen beispielsweise werden durch einen präzisen Plan in den Monaten abgewickelt, wo die Landwirtschaft für die Beförderung von Lebensmitteln keine oder nicht so viel Güterwagen beansprucht. Die nicht saisongebundenen Güter, die in verkehrsstilleren Zeiten zum Versand kommen, werden in neugebauten Lagerschuppen gehortet, denn […] es [ist] leichter, mehr Lagerschuppen neu zu bauen als zusätzliche Güterwagen.“

Noch am 1. Januar 1945 rief er die Eisenbahner und Eisenbahnerinnen zum Durchhalten auf. 1945 werde „ein Jahr des deutschen Angriffs“ und es gelte jetzt „erst recht“ zu fahren.
Ganzenmüller bemühte sich weiterhin um eine bessere Einbindung der Ostbahn im besetzten Polen. Zunächst erreichte er durch Vortrag bei Hitler, dass die Ostbahn analog zur Reichsbahn organisiert wurde. Am 26. Oktober 1942 erschien Ganzenmüller beim Chef der Reichskanzlei, Hans Heinrich Lammers. Lammers fragte bei Hitler persönlich nach dessen Vorstellungen zur organisatorischen und finanziellen Eingliederung der Ostbahn nach. Letztlich konnten sich Ganzenmüller und Dorpmüller nicht gegen Generalgouverneur Hans Frank durchsetzen; die Ostbahn blieb außerhalb der Reichsbahn und ein Sondervermögen des Generalgouvernements.
Während seiner Amtszeit unternahm Ganzenmüller zahlreiche Dienstreisen, darunter sechs in die besetzten Gebiete im Osten, bis in den Kaukasus und in die Nähe von Stalingrad. Auf einer Tagung der Reichs- und Gauleiter am 5. und 6. Februar 1943 in Posen, zwei Tage nach der Kapitulation deutscher Truppen bei der Schlacht von Stalingrad, hielt Ganzenmüller als Vertreter des Reichsverkehrsministeriums ein Referat über die auf dem Transportsektor zu lösenden Probleme. Am 7. Februar fuhren die Teilnehmer gemeinsam zur „Wolfsschanze“, wo sie von Hitler empfangen wurden.
Hitler hielt so viel von Ganzenmüllers Tätigkeit, dass er ihn im Mai 1943 als möglichen Nachfolger Dorpmüllers ins Auge fasste. Am 19. September 1943 zeichnete er ihn und Dorpmüller persönlich mit dem „Ritterkreuz zum Kriegsverdienstkreuz mit Schwertern“ aus. Auch Propagandaminister Joseph Goebbels lobte Ganzenmüllers Leistung als „zu gewissen Zeiten direkt kriegsentscheidend“. Bereits seit dem 30. Januar 1943 war Ganzenmüller Inhaber des Goldenen Parteiabzeichens der NSDAP. Dagegen vermied Ganzenmüller eine zu enge Anlehnung an die SS. Himmlers Versuchen, ihn über Verleihung eines SS-Ehrenrangs enger an sich zu binden, entzog er sich anscheinend.
Obwohl Ganzenmüller als Technokrat und Parteimitglied von Speer gefördert worden war, vertrat er im NS-typischen polykratischen Kompetenzgerangel seine eigenen Positionen und versuchte, die Interessen der Reichsbahn gegenüber anderen Behörden und Ministerien zu wahren. Im April 1943 lehnte er eine pauschalisierte Kostenabrechnung der Wehrmacht mit der Reichsbahn ab. Ende 1944 zeigten sich die Differenzen zwischen ihm und seinem ursprünglichen Mentor Speer deutlich, als er am 5. Dezember einen Versuch Speers abwehrte, über die Ernennung von Transportbevollmächtigten seines Ministeriums die Reichsbahn in seinen Kompetenzbereich zu ziehen.
In anderen Fällen arbeiteten Ganzenmüller und Speer wiederum gemeinsam gegen andere NS-Institutionen und Personen. Im September 1944 versuchten beide, sich einer Weisung von Goebbels, seit Sommer 1944 auch Generalbevollmächtigter für den totalen Kriegseinsatz, zu widersetzen. Goebbels hatte verlangt, uk-gestellte Reichsbahner für die Wehrmacht, d. h. den Fronteinsatz, freizugeben. Ganzenmüller hatte wie Speer argumentiert, dies würde die Funktionsfähigkeit seiner Institution gefährden. Mit Speers Unterstützung konnte sich Ganzenmüller letztlich durchsetzen, ähnlich auch gegenüber Martin Bormann, der Reichsbahner zum Volkssturm abkommandieren wollte.

### Mitwirkung an Deportationen und Zwangsarbeit

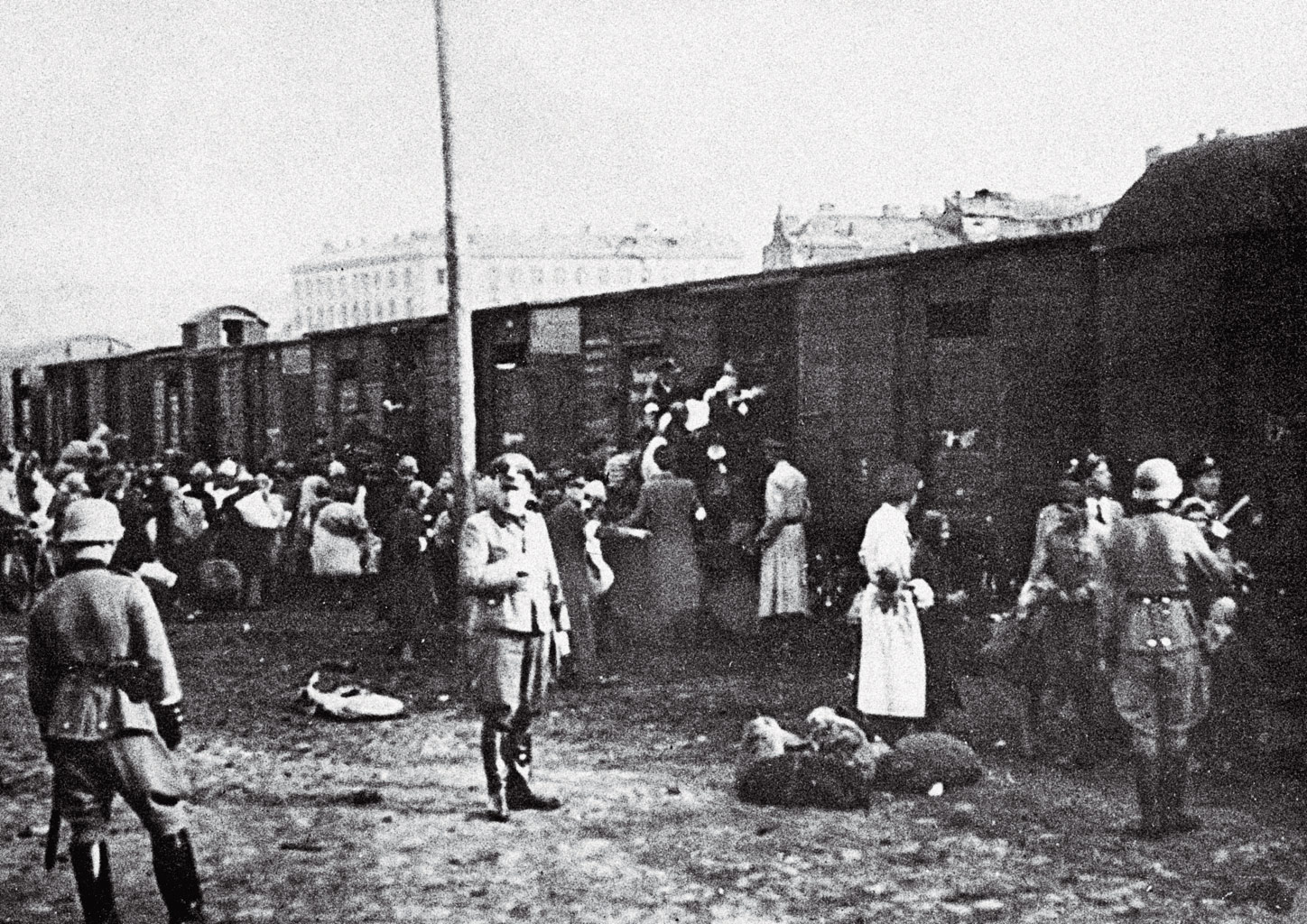
Juden bei der Verladung in Züge mit Güterwagen am Umschlagplatz Warschau (zwischen 1942 und 1943)

Ganzenmüller war als Staatssekretär und stellvertretender Generaldirektor der Deutschen Reichsbahn direkt seit seinem Amtsantritt an der Organisation der Deportationszüge beteiligt. Er wirkte an der Deportation älterer deutscher Juden ins Ghetto Theresienstadt mit und sorgte für den reibungslosen Ablauf der Transporte in die Massenvernichtungslager der Aktion Reinhardt, d. h. der Deportation von über zwei Millionen Juden sowie rund 50.000 Roma, die zwischen Juli 1942 und Oktober 1943 aus den fünf Distrikten des Generalgouvernements (Warschau, Lublin, Radom, Krakau und Galizien) in die drei Vernichtungslager Belzec, Sobibor und Treblinka abtransportiert wurden.

Schreiben von Staatssekretär Albert Ganzenmüller an SS-Obergruppenführer Karl Wolff vom 28. Juli 1942

Bereits seit dem Ende des Überfalls auf Polen im September 1939 war die Ostbahn im Generalgouvernement mit „Umsiedlungstransporten“ betraut, zu denen später auch Deportationen von Juden in Ghettos und Lager gehörten. Als im Frühsommer 1942 der Höhere SS- und Polizeiführer im Generalgouvernement, Friedrich-Wilhelm Krüger, die Bereitstellung von Sonderzügen für geplante Großaktionen gegen die jüdische Bevölkerung forderte, gab der Präsident der Generaldirektion der Ostbahn (Gedob), Adolf Gerteis, an, aufgrund des hohen Transportmittelbedarfs der Wehrmacht nur wenige Züge zur Verfügung stellen zu können. Auf einer seiner ersten Dienstreisen besprach sich Ganzenmüller am 26. Juni 1942 in Krakau unter anderem dazu mit Josef Bühler, dem Stellvertreter des Generalgouverneurs, und Adolf Gerteis. Zudem wurden im Juli 1942 Bauarbeiten an der Bahnstrecke durchgeführt, die in Richtung des Vernichtungslagers Sobibor führte. Der Reichsführer SS Heinrich Himmler drang zugleich darauf, die Juden im Generalgouvernement möglichst schnell in die Vernichtungslager zu deportieren, und hatte offensichtlich darüber am 16. Juli 1942 im Führerhauptquartier mit Hitler gesprochen. Noch am gleichen Tag telefonierte sein persönlicher Adjutant Karl Wolff von dort aus mit dem neuen Staatssekretär Ganzenmüller. Bereits zu Ganzenmüllers Vorgänger Kleinmann hatte der umgängliche Wolff Verbindungen unterhalten. Wolff ersuchte nun Ganzenmüller, seinen Einfluss auf die Gedob geltend zu machen, um mehr Transportraum für die SS bereitzustellen.
Ganzenmüller teilte Wolff am 28. Juli 1942 in einem Schreiben unter seinem eigenen Briefkopf und mit eigenhändiger Unterschrift mit:

„Seit dem 22. 7. fährt täglich ein Zug mit je 5000 Juden von Warschau über Malkinia nach Treblinka, außerdem zweimal wöchentlich ein Zug mit 5000 Juden von Przemysl nach Belzec. Gedob steht in ständiger Fühlung mit dem Sicherheitsdienst Krakau. Dieser ist damit einverstanden, daß die Transporte von Warschau über Lublin nach Sobibor (bei Lublin) solange ruhen, wie die Umbauarbeiten auf dieser Strecke diese Transporte unmöglich machen (ungefähr Oktober 1942)“

Schreiben von SS-Obergruppenführer Karl Wolff an Staatssekretär Albert Ganzenmüller vom 13. August 1942. Dieser Brief wird später eines der wohl bekanntesten und meist zitierten Schriftstücke des Völkermordes.

Karl Wolff dankte ihm am 13. August 1942 in einem persönlichen Schreiben:

„[…] Mit besonderer Freude habe ich von Ihrer Mitteilung Kenntnis genommen, dass nun schon seit 14 Tagen täglich ein Zug mit je 5.000 Angehörigen des auserwählten Volkes nach Treblinka fährt und wir doch auf diese Weise in die Lage versetzt sind, diese Bevölkerungsbewegung in einem beschleunigten Tempo durchzuführen.“

In dieser verschleiernden Diktion bestätigte Wolff, dass die Deportation und Ermordung der Bewohner des Warschauer Ghettos nunmehr begonnen hatte.
Am 2. September 1942 sprach Fritz Kranefuß, Sekretär des Freundeskreises Reichsführer SS, in Vertretung Himmlers in einer Art „Antrittsbesuch“ bei Ganzenmüller vor, um Details wie die Transportkosten der Deportationen zu verhandeln. Ganzenmüller sicherte wie sein Vorgänger, der Mitglied des Freundeskreises gewesen war, den weiteren reibungslosen Verlauf zu. Die SS wünschte sich Kleinmann nach wie vor als Ansprechpartner.

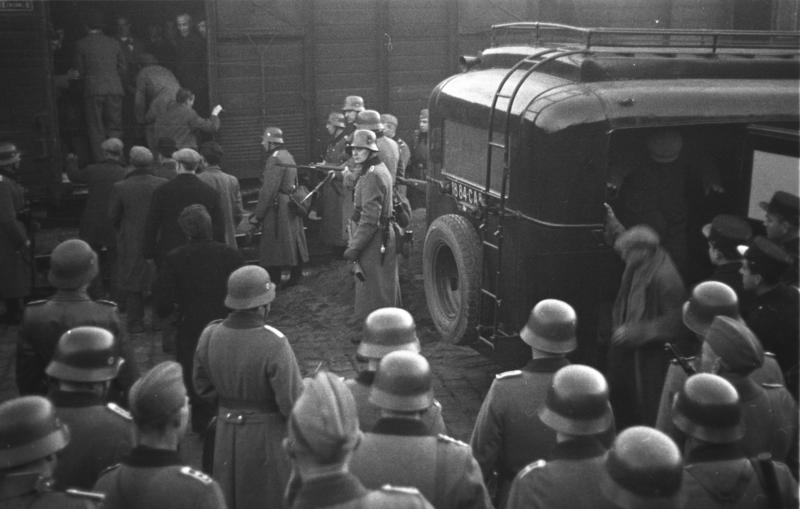
Deportation in Marseille am Güterbahnhof Gare d’Arenc am 24. Januar 1943. Ab Mitte 1942 war unmittelbar die Reichsbahn zuständig. (Aufnahme einer Propagandakompanie)

Nach mehreren Anläufen erhielt Ganzenmüller am 3. Dezember 1942 einen ersten Gesprächstermin bei Himmler. Zu den Gesprächsthemen fehlen allerdings genauere Angaben, Gottwaldt und Schulle vermuten, dass der Reichsführer SS sicherstellen wollte, dass die weihnachtliche Sperre für Sonderzüge nicht die Deportationszüge betreffe. Am 23. Januar 1943 wandte sich Heinrich Himmler schriftlich erneut an Ganzenmüller. Ungeachtet der angespannten Lage – die Niederlage in der Schlacht von Stalingrad zeichnete sich ab – verlangte Himmler „mehr Transportzüge“, weil er „die Dinge rasch erledigen“ wolle. Er begründete dies damit, dass „Bandenhelfer und Bandenverdächtige“ abtransportiert werden müssten, um das Generalgouvernement und die russischen Gebiete zu befrieden. Dazu gehöre auch „in erster Linie der Abtransport der Juden“ sowie „der Abtransport der Juden aus dem Westen“. Tatsächlich wurden die vereinbarten Sonderzüge ab dem 20. Januar 1943 wieder aufgenommen.
Ebenso wie an den Deportationen war Ganzenmüller auch am Einsatz von Zwangsarbeitern beteiligt. 1944 ordnete er den Reichsbahn-Abteilungspräsidenten Joseph Merkel als „Beauftragten der Reichsbahn für das Bauvorhaben Mittelbau“ ab. Die Mittelwerk GmbH beauftragte im Mai 1944 wiederum die Reichsbahn, eigens eine 22 km lange neue Schienentrasse, die Helmetalbahn, unter Leitung Merkels zu planen und zu bauen. Die Mittelwerk GmbH produzierte u. a. die V2-Rakete. Als Arbeitskräfte wurden Häftlinge aus dem KZ Mittelbau-Dora verwendet, einem zeitweiligen Außenlager des KZ Buchenwald. Beim Bau und der Produktion starben zahllose KZ-Häftlinge.
Die Reichsbahn selbst beschäftigte unter Ganzenmüllers Ägide ebenfalls zahlreiche Zwangsarbeiter, zunächst vor allem bei körperlich anspruchsvollen Arbeiten im Gleisbau und in der Güterverladung. Im Laufe der Jahre wurden Zwangsarbeiter aber auch als Lokheizer bis hin zum Zugführer eingesetzt.

### Nach Kriegsende
Die U.S. Transport Division schlug Ganzenmüller, dessen persönliche Einbeziehung in den Holocaust damals bei den Alliierten kaum bekannt war, 1945 aufgrund seiner unbestrittenen Qualifikation als Eisenbahnfachmann zunächst als Leiter der Reichsbahn in der amerikanischen Besatzungszone vor. Gemeinsam mit seinem Chef, dem Reichsverkehrsminister und Generaldirektor der Deutschen Reichsbahn, Julius Dorpmüller, wurde Ganzenmüller daher bereits kurz nach Kriegsende am 25. Mai 1945 zu ersten Gesprächen und Befragungen nach Le Chesnay bei Paris gebracht. Dagegen protestierte das Außenministerium der Vereinigten Staaten energisch; es hielt Ganzenmüller schon aufgrund seiner politischen Einstellung nicht für tragbar. Am 30. Mai 1945 wurde Ganzenmüller durch den amerikanischen Strategic Bombing Survey über die Auswirkungen der Bombenangriffe auf den Bahnverkehr befragt und bestätigte die Wirksamkeit der Angriffe. Kurz nach Dorpmüllers Rückkehr nach Deutschland am 13. Juni 1945 wurde auch Ganzenmüller wieder nach Deutschland zurückgebracht.
Robert Kempner, stellvertretender amerikanischer Chefankläger bei den Nürnberger Prozessen, suchte Dorpmüller ebenso wie seinen Staatssekretär Ganzenmüller, konnte aber beide zunächst nicht finden. Dorpmüller starb bereits im Juli 1945, und Ganzenmüller wurde infolge einer Verwechslung durch alliierte Geheimdienste mit einem verstorbenen emeritierten Professor aus München als „Theodor Ganzenmüller“ gesucht. In Nürnberg wurde daher kein Vertreter der Reichsbahn angeklagt; ihre Rolle bei der Judenverfolgung blieb auch aus diesem Grund lange unbekannt. Speer legte ihm in seinen Memoiren ebenfalls diesen falschen Vornamen bei.
Seit seiner Rückkehr aus Paris befand sich Ganzenmüller im amerikanischen Civilian Internment Enclosure No. 6 in Moosburg an der Isar, galt aber für Kempner als verschollen. In der Nacht vom 8. zum 9. Dezember 1945 gelang ihm die Flucht. Er gelangte über die Rattenlinien nach Argentinien.
Während seiner Abwesenheit wurde Ganzenmüller am 23. Dezember 1949 durch die Hauptkammer München als Belasteter der Gruppe II entnazifiziert, nachdem zuvor mehrere Spruchkammerverfahren von Familienangehörigen durch Rechtsmittel verschleppt worden waren. Eine Berufung wurde am 11. März 1950 zurückgewiesen. Nach einer Amnestie im März 1952 wurde das Verfahren schließlich eingestellt. Ganzenmüller heiratete 1952 in Argentinien ein zweites Mal. Anschließend versuchte er erfolglos seine Pension als ehemaliger Staatssekretär einzuklagen. Die Anerkennung als 131er scheiterte, weil das zuständige Verwaltungsgericht am 25. März 1960 entschied, dass Ganzenmüller am 31. März 1951 und am 31. Dezember 1952 keinen Wohnsitz in der Bundesrepublik Deutschland gehabt habe. Eine Nachversicherung als Angestellter für seine Tätigkeit bei der Reichsbahn bis 1945 musste daher durch die Deutsche Bundesbahn übernommen werden. Ganzenmüllers Versuch, bei der Deutschen Bundesbahn angestellt zu werden, scheiterte. Von 1947 bis 1955 beriet er die erst 1946 von Präsident Juan Perón verstaatlichten argentinischen Staatsbahnen. Schwerpunkte waren nach seinen eigenen Angaben die Planungen für eine dritte, südliche Transandenbahn nach Chile sowie für eine Elektrifizierung des argentinischen Bahnnetzes, wofür er einer entsprechenden Planungskommission des argentinischen Transportministeriums angehörte. Nach dem Sturz Peróns kehrte Ganzenmüller 1955 nach Deutschland zurück. Von 1955 bis zu seinem Renteneintritt am 1. April 1968 arbeitete Ganzenmüller als Transportfachmann für die Hoesch AG in Dortmund.

### Strafverfolgung
Nachdem durch die Veröffentlichung des Buches Die Endlösung. Hitlers Versuch der Ausrottung der Juden Europas 1939–1945 (englisch 1953, deutsch: 1956) von Gerald Reitlinger der Briefwechsel zwischen Ganzenmüller und Wolff erneut bekannt geworden war, erstattete der SPD-Bundestagsabgeordnete Adolf Arndt 1957 eine Strafanzeige gegen Ganzenmüller. Am 4. Januar 1958 begann auf Antrag der Staatsanwaltschaft Dortmund eine gerichtliche Voruntersuchung wegen des „Verdachts auf Beihilfe zum Mord“. Auf Beschluss der 7. Strafkammer des Landgerichts Dortmund vom 2. März 1959 wurde Ganzenmüller wegen Mangels an Beweisen außer Verfolgung gesetzt.
Am 25. Mai 1961 nahm die Zentrale Stelle Ludwigsburg die Ermittlungen auf. In einem Abschlussbericht stellte man am 8. Februar 1962 fest, Ganzenmüller sei an führender Stelle „in die Durchführung der großen Transporte in die polnischen Vernichtungslager“ eingeschaltet gewesen und habe durch die Beschleunigung der Bahntransporte Beihilfe geleistet. Eine Anzeige des Schriftstellers Thomas Harlan führte zu einem Ermittlungsverfahren, das am 12. August 1966 aus Mangel an Beweisen in Dortmund eingestellt wurde.
1962 wurde Karl Wolff, Ganzenmüllers Verhandlungspartner für Judendeportationen, verhaftet und im September 1964 zu 15 Jahren Zuchthaus wegen Beihilfe zum Mord an 300.000 Juden verurteilt. Zum von der Staatsanwaltschaft vorgelegten Beweismaterial gegen Wolff gehörte der Briefwechsel zwischen Ganzenmüller und Wolff. In der Berichterstattung über den Prozess zitierte Der Spiegel 1962 Wolffs Schriftwechsel mit Ganzenmüller. Der Spiegel bemerkte noch, dass das Dokument seit 1947 bekannt sei und ein Wissen Wolffs um den Holocaust nicht belege.

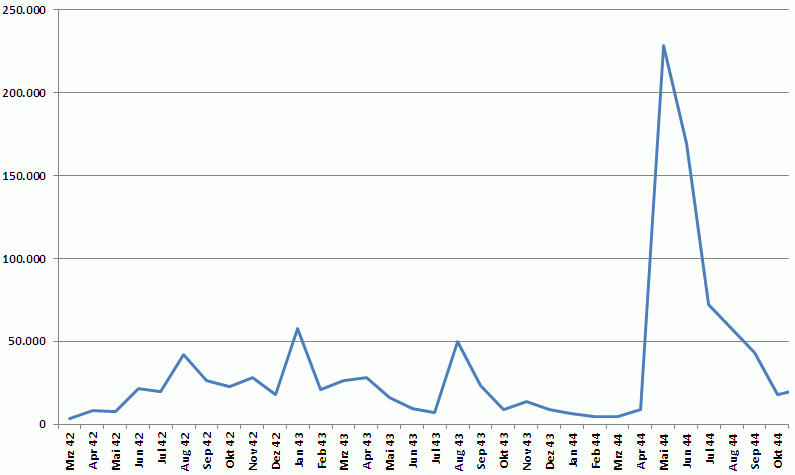
Transporte von Juden ins Vernichtungslager Auschwitz. Transportzahlen nach Monaten von März 1942 bis Oktober 1944. Insgesamt wurden in diesem Zeitraum 1.081.120 Personen befördert.

Kempner stellte in seinem Buch Eichmann und Komplizen (1961) die Beteiligung Ganzenmüllers an den Deportationen dar. 1964 wiederholte er dies kurz in einem Artikel für den Spiegel.
1969 folgte ein Strafverfahren gegen Ganzenmüller wegen seiner Mitwirkung an Deportationen, bei dem die Anklage vom Düsseldorfer Oberstaatsanwalt Alfred Spieß geführt wurde. Ganzenmüller kam um die Jahreswende 1969/70 in Untersuchungshaft. Gegen eine Kaution von 300.000 DM, die er über eine Bankbürgschaft in Oberjoch bei Bad Hindelang stellte, wurde er entlassen. Im Dezember 1970 scheiterte dieses Strafverfahren zunächst. Das Düsseldorfer Landgericht verweigerte die Eröffnung des Hauptverfahrens, da Ganzenmüller nicht nachgewiesen werden könne, dass er „es für möglich gehalten hat, daß die Juden planmäßig vernichtet wurden“. Vor dem Düsseldorfer Oberlandesgericht erreichte die Staatsanwaltschaft am 2. Juni 1971, dass das Verfahren zugelassen wurde. Das OLG urteilte, dass „angesichts seiner Stellung, seiner Intelligenz und des Standes seiner Information […] hinreichend Grund für die Annahme [bestehe], daß er zu richtigen Erkenntnissen gelangt war“, d. h. er von der geplanten Ermordung der transportierten Juden ausging. Eine Zeugin aus Ganzenmüllers Vorzimmer hatte bestätigt, dass er ihr gegenüber die Ermordung der Juden in Auschwitz angesprochen habe.
Am 10. April 1973 begann dieser letzte Prozess gegen Ganzenmüller ebenfalls vor dem Landgericht Düsseldorf. Ihm wurde nach wie vor vorgeworfen, durch die Transporte wissentlich Beihilfe zum Mord an jüdischen Kindern, Frauen und Männern und zur Freiheitsberaubung mit Todesfolge geleistet zu haben. Ganzenmüller war laut Anklage von Juli 1942 bis Herbst 1944 verantwortlich für den Einsatz der Züge, mit denen weit mehr als eine Million Juden in die Vernichtungslager Auschwitz, Belzec, Lublin, Sobibor und Treblinka transportiert wurden. Vor Gericht behauptete er, dass ihm nichts von der Judenvernichtung bekannt geworden sei. Er habe in Poltawa nichts von einer Judenerschießung gehört und gelbe Sterne seien ihm nie aufgefallen. Den von ihm unterschriebenen Geheimbrief an Wolff habe er „innerlich und geistig nicht aufgenommen“ und dem Vorgang auch keine Beachtung geschenkt. Der Historiker Günter Neliba stellt fest, dass alle Schutzbehauptungen, Erinnerungslücken oder angebliche Unkenntnis Ganzenmüller „nicht von einer Beihilfe während bestimmter Phasen der Judenvernichtungsaktion freisprechen“ könnten. „Sein willfähriges, unterstützendes Eingreifen in das Transportgeschehen […] führte zu einem reibungslosen Ablauf der Fahrten in die Vernichtungslager.“
Neben dem Schriftwechsel Ganzenmüller-Wolff dienten Tagebuchnotizen Himmlers, Fernschreiben verschiedener Dienststellen, ein Protokoll einer Sitzung der Regierung des Generalgouvernements unter Hans Frank sowie Aussagen Adolf Eichmanns bei dessen Prozess in Jerusalem (1961) als Beweismittel.
Ganzenmüller war damit der einzige Reichsbahner, gegen den wegen Beteiligung an Deportationen Anklage erhoben wurde; weitere Verfahren gegen Reichsbahner und Mitglieder der Gedob kamen nicht zur Anklage.

### Letzte Jahre

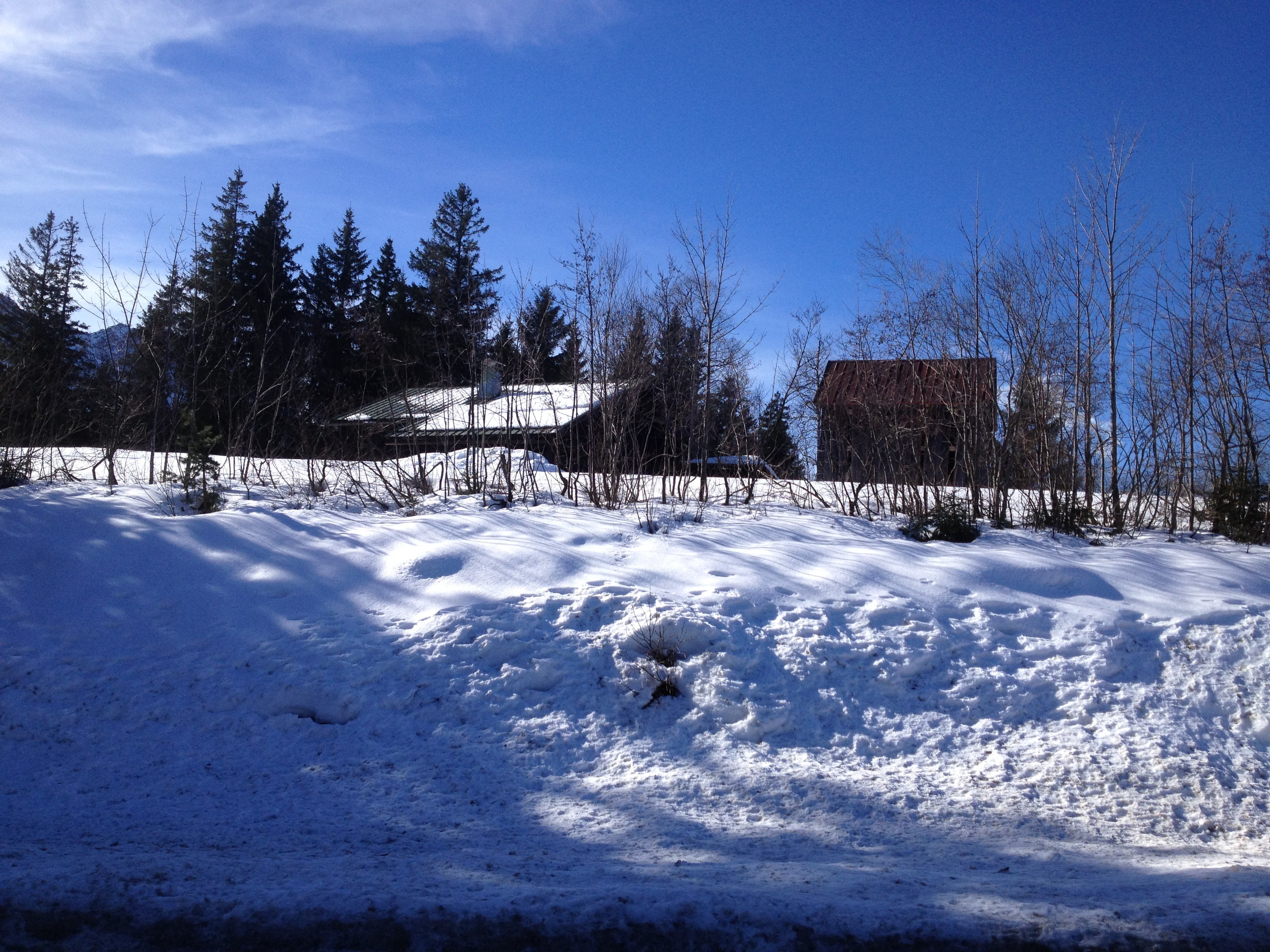
Privathaus von Albert Ganzenmüller in Oberjoch

Am 29. April 1973 erlitt Ganzenmüller einen Herzinfarkt. Das Verfahren wurde wegen Verhandlungsunfähigkeit zunächst vorläufig und am 2. März 1977 auf Grund eines Gutachtens des Universitätsklinikums Ulm, das vom Gerichtsärztlichen Ausschuss des Landes Nordrhein-Westfalen überprüft worden war, endgültig eingestellt. Über den Prozess berichtete auch die überregionale Presse, etwa Der Spiegel und die Stuttgarter Zeitung.
Ganzenmüller verbrachte die folgenden Jahre in seiner besonders gesicherten Wohnung in München sowie in seinem Haus in Bad Hindelang, OT Oberjoch, und galt bis ins neunzigste Lebensjahr als rüstig.

## Stand der Forschung
Bislang liegt zu Ganzenmüller keine umfassende Biographie vor. Die wesentlichen Informationen zu seinem Leben hat Alfred Gottwaldt in Form einer kurzen biografischen Skizze zusammengestellt. Eine weitere kurze Studie zu Ganzenmüller hat Günter Neliba im Rahmen seines Werks zu den Staatssekretären der NS-Regierung vorgelegt.
Ganzenmüller war trotz seiner Position in der Leitungsebene des RVM während des Krieges außerhalb der Reichsbahn nur wenig bekannt geworden. Deutlich wurde dies unter anderem bei der Suche der Amerikaner nach ihm, die aufgrund des falschen Vornamens erfolglos blieb. Erstmals fand die Rolle der Reichsbahn und damit auch Ganzenmüllers Tätigkeit durch die Arbeiten von Gerald Reitlinger wissenschaftliches Interesse. Der von Reitlinger publizierte Briefwechsel zwischen Ganzenmüller und Wolff führte zur Einleitung eines Verfahrens gegen Ganzenmüller, das wissenschaftliche Interesse konzentrierte sich aber vorerst weiter auf Wolff und die SS. Über die Arbeiten und Studien im Rahmen der Strafprozesse gegen Ganzenmüller hinaus blieb das Interesse der zeitgeschichtlichen Forschung begrenzt. Wolfgang Schefflers 1973 erstelltes Gutachten für den letzten Prozess gegen Ganzenmüller stellt immer noch eine wesentliche Quelle für alle weiteren Arbeiten dar. Viele Arbeiten zur Geschichte der Reichsbahn während des Krieges wurden in den ersten Jahrzehnten nach dem Krieg von ehemaligen Reichsbahnern verfasst und beschränkten sich auf die Würdigung von Pflichterfüllung und Arbeitsleistung der Eisenbahner, beispielsweise die Arbeiten von Pischel und Kreidler. Die Rolle der Reichsbahn bei den Judentransporten wurde oft nicht erwähnt. Auch eine von Hugo Strößenreuther im Auftrag der Deutschen Bundesbahn herausgegebene Studie zur Eisenbahngeschichte von 1941 bis 1945 verlor kaum ein Wort über Deportationen.
Erst Raul Hilberg schaffte es, mit seiner 1981 auch auf Deutsch erschienenen Studie über die essenzielle Rolle der Reichsbahn im Holocaust auch etwas mehr Aufmerksamkeit auf die damals handelnden Personen der Reichsbahn und des RVM zu lenken. 1985 publizierte Heiner Lichtenstein auf Basis der Akten des Ganzenmüller-Verfahrens eine weitere Arbeit, die erneut Interesse an der Rolle der Reichsbahn und ihres Führungspersonals während des Holocausts weckte und überhaupt erst Auslöser für eine intensivere Debatte über die Beamten des RVM wurde. Neben den Arbeiten von Hilberg und Lichtenstein sind vor allem die Studien Alfred Gottwaldts und des amerikanischen Historikers Alfred C. Mierzejewski zu nennen, die sich mit der Rolle der Reichsbahn und ihres Führungspersonals beschäftigen.

## Schriften (Auswahl)
- Der Bau und die Wirtschaftlichkeit von Schienen-Straßen-Fahrzeugen. Diss. TH Breslau, Reichsbahn-Zentralamt, München 1934.
- Kommt eine Renaissance der Schiene? in: Nahverkehrspraxis 4 (1956), S. 311–315.
- Die argentinischen Eisenbahnen. Wirtschaftliche und technische Schriftenreihe im Verlag Ernst Arnold, Dortmund-Mengede 1957.
- Der amphibische Transport mit besonderer Berücksichtigung der Massenbeförderung. In: Glasers Annalen für Gewerbe und Bauwesen 84 (1960), S. 28–34.

## Archivgut
- Wolfgang Schefflers Nachlass im Bundesarchiv enthält das Gutachten zur Verantwortlichkeit Ganzenmüllers für den 1973 abgebrochenen Strafprozess